# 正安県
正安県（せいあん-けん）は中華人民共和国貴州省遵義市に位置する県。

## 行政区画
下部に1街道、16鎮、2民族郷を管轄する。
- 街道
  - 鳳儀街道
- 鎮
  - 安場鎮、楊興鎮、新州鎮、碧峰鎮、瑞渓鎮、桴㯊鎮、廟塘鎮、小雅鎮、班竹鎮、格林鎮、芙蓉江鎮、和渓鎮、楽倹鎮、土坪鎮、流渡鎮、中観鎮
- 民族郷
  - 市坪ミャオ族コーラオ族郷、謝壩コーラオ族ミャオ族郷

## 交通

### 道路
- 高速道路
  - 銀百高速道路
  - S10 徳習高速道路